# Sèvremoine
Sèvremoine es una comuna nueva francesa situada en el departamento de Maine y Loira, de la región de Países del Loira.

## Historia
Fue creada el 15 de diciembre de 2015, en aplicación de una resolución del prefecto de Maine y Loira de 5 de octubre de 2015 con la unión de las comunas de La Renaudière, Le Longeron, Montfaucon-Montigné, Roussay, Saint-André-de-la-Marche, Saint-Crespin-sur-Moine, Saint-Germain-sur-Moine, Saint-Macaire-en-Mauges, Tillières, y Torfou, pasando a estar el ayuntamiento en la antigua comuna de Saint-Macaire-en-Mauges.

## Demografía
| Gráfica de evolución demográfica de Sèvremoine entre 1800 y 2013 |
|                                                                  |

Los datos entre 1800 y 2013 son el resultado de sumar los parciales de las diez comunas que forman la nueva comuna de Sèvremoine, cuyos datos se han cogido de 1800 a 1999, para las comunas de La Renaudière, Le Longeron, Montfaucon-Montigné, Roussay Saint-André-de-la-Marche, Saint-Crespin-sur-Moine, Saint-Germain-sur-Moine, Saint-Macaire-en-Mauges, Tillières y Torfou de la página francesa EHESS/Cassini. Los demás datos se han cogido de la página del INSEE.

## Composición
| Comuna delegada          | Código INSEE | Población (2013) | Superficie (km²) | Densidad (hab./km²) |
| ------------------------ | ------------ | ---------------- | ---------------- | ------------------- |
| La Renaudière            | 49258        | 989              | 21.46            | 46                  |
| Le Longeron              | 49179        | 2143             | 22.08            | 97                  |
| Montfaucon-Montigné      | 49206        | 2123             | 16.80            | 126                 |
| Roussay                  | 49263        | 1223             | 10.99            | 111                 |
| Saint-André-de-la-Marche | 49264        | 2874             | 11.03            | 261                 |
| Saint-Crespin-sur-Moine  | 49273        | 1588             | 20.11            | 79                  |
| Saint-Germain-sur-Moine  | 49285        | 2928             | 26.79            | 109                 |
| Saint-Macaire-en-Mauges  | 49301        | 7203             | 27.33            | 264                 |
| Tillières                | 49349        | 1769             | 24.13            | 73                  |
| Torfou                   | 49350        | 2130             | 32.35            | 66                  |